# Kino Šiška
Kino Šiška je zgradba (in prvotno lokacija kinematografa) na Trgu prekomorskih brigad 3 (Zgornja Šiška, Ljubljana). Sam kinematograf je deloval med letoma 1964 in 2001.

## Zgodovina
Kino je pričel delovati leta 1961, ko je podjetje Ljubljanski kinematografi dobilo upravljalne pravice. Istega leta je bila zgrajena tudi stavba, delo arhitekta Božidarja Gvardjančiča. Stavba je bila dvonastropna (z zastekljeno portalno steno). Od konca 1991 do septembra 1993 je bil kino zaradi slabega obiska zaprt za redne predstave, pri čemer pa so kino oddajali za prireditve in predavanja; pozneje je bil kino ponovno vzpostavljen in je redno predvajal filme. Zaradi odprtja Koloseja pa je podjetje leta 2001 dokončno zaprlo kinematograf.
Leta 2004 je bil Kino Šiška uvrščen na Nacionalni program za kulturo kot možna lokacija Centra sodobnih umetnosti, ki bi bil odprt tudi s pomočjo sredstev evropskih skladov. 4. februarja 2008 je bil ustanovljen Center urbane kulture Kino Šiška in julija 2009 se je končala prenova zgradbe.